# 438 км (зупинний пункт)
438 кілометр — пасажирська зупинна залізнична платформа Лиманської дирекції Донецької залізниці.
Розташована на південному сході смт Ямпіль, Краматорський район, Донецької області. Платформа розташована на лінії Лиман — Микитівка між станціями Сіверськ (7 км) та Ямпіль (6 км).
На платформі зупиняються лише приміські поїзди.